# Grand Champions Rio
Grand Champions Rio é um torneio de tênis disputados por atletas já aposentados e que fecha a temporada do ATP Champions Tour.
Em 2012, o torneio marcou a inauguração da quadra do Copacabana Palace após a reforma do hotel.
| Edição       | Campeão        | Vice-Campeão    | Placar da\| partida final | Terceiro Lugar | Ref.  |
| ------------ | -------------- | --------------- | ------------------------- | -------------- | ----- |
| I - Detalhes | Thomas Enqvist | Fabrice Santoro | 6–3, 4–6, [10–7]          | Marcos Daniel  | [ 3 ] |